# Dicrostonyx hudsonius
Dicrostonyx hudsonius е вид бозайник от семейство Хомякови (Cricetidae).

## Разпространение
Видът е разпространен в Канада (Квебек, Лабрадор, Нунавут и Нюфаундленд).